# Уорми-Хиллок
Уорми-Хиллок — небольшой хендж в области Абердиншир, Шотландия. Принадлежит к числу исторических памятников, поставленных на учёт британским государством.

## Описание
Уорми-Хиллок расположен в лесу Клашиндарроч и представляет собой низкую, круглую насыпь 16,5 м в диаметре, которая опоясывает шестиметровую площадку в центре. Из хенджа есть один проход, оставленный в юго-восточной части насыпи.
Высота насыпи составляет от 10 до 60 см, ширина — 3-4 метра,, площадь, ограниченная валом, составляет около 140 кв.м., а средняя площадь внутри внешнего кромлеха всего 260 кв. м. Внутреннюю площадку также окружает глубокая метровая канава, рассечённая в нескольких местах насыпными переходами. Две небольшие ямы, сделанные в насыпи, вероятно, имеют позднее происхождение. На дне одной из ям лежит большой валун.
Этот объект схож с хенджами, находящимися у деревни Дорчестер-на-Темзе (графство Оксфордшир, Англия). В 1891 году, Джеймс Макдоналд, думая, что эта насыпь служила «овечьим загоном», произвёл раскопки, которые не принесли ему никаких археологических находок.
В настоящее время хендж полностью зарос травой и вереском.

## Легенда, связанная с хенджем
Согласно легенде, в Уорми-Хиллок похоронено чудовище или дракон. По-преданию, дракон нападал на окрестные деревни, пока, наконец, был убит местными жителями, которые и похоронили его труп, засыпав его наполовину грязью. Эта легенда является источником названия хенджа: «Уорми-Хиллок», что означает «Червиный пригорок» («червь» — в данном случае является драконом)